# Панталоне (Витербо)
Панталоне је насеље у Италији у округу Витербо, региону Лацио.
Према процени из 2011. у насељу је живело 58 становника. Насеље се налази на надморској висини од 177 м.